# The Remarkable Mr. Pennypacker
The Remarkable Mr. Pennypacker is een Amerikaanse filmkomedie uit 1959 in CinemaScope onder regie van Henry Levin. De film is gebaseerd op het gelijknamig toneelstuk uit 1953 van Liam O'Brien en werd destijds in Nederland uitgebracht onder de titel Een beste klant voor de ooievaar.

## Verhaal
De film speelt af aan het begin van de 20e eeuw. Samen met zijn vrouw Emily voedt Horace negen kinderen op, van wie de oudste, Kate, op het punt staat te trouwen met Wilbur Fielding. Emily weet echter niet dat Horace in een andere stad nog zeven kinderen opvoedt. Beide families hebben geen idee van elkaars bestaan, totdat Emily op een dag bezoek krijgt van Horace Pennypacker III, de oudste zoon van de andere familie.

## Rolverdeling
| Acteur           | Personage                   |
| ---------------- | --------------------------- |
| Clifton Webb     | Mr. Horace Pennypacker, Jr. |
| Dorothy McGuire  | Emily 'Ma' Pennypacker      |
| Charles Coburn   | Grampa Pennypacker          |
| Jill St. John    | Kate Pennypacker            |
| Ron Ely          | Wilbur Fielding             |
| Ray Stricklyn    | Horace Pennypacker III      |
| David Nelson     | Henry Pennypacker           |
| Dorothy Stickney | Tante Jane Pennypacker      |
| Larry Gates      | Rev. Dr. Fielding           |
| Richard Deacon   | Sheriff                     |